# ヤコブ・インゲブリクトセン
ヤコブ・インゲブリクトセン（ノルウェー語: Jakob Ingebrigtsen、2000年9月19日 - ）は、ノルウェーの陸上中距離選手である。
2000m、3000ｍの現世界記録保持者である。
2022年と2023年世界陸上では、5000mで金メダルを獲得し二連覇を達成した。また、東京オリンピックでは1500mで金メダル、パリオリンピックでは5000mで金メダルを獲得している。

## 戦績
- 2022・2023年世界陸上5000m - 金メダル
- 2020年東京オリンピック1500m - 金メダル
- 2024年パリオリンピック5000m - 金メダル